# USAC-Saison 1970
Die USAC-Saison 1970 war die 49. Meisterschaftssaison im US-amerikanischen Formelsport. Sie begann am 28. März in Phoenix und endete am 21. November ebenfalls in Phoenix. Al Unser sicherte sich den Titel. 1970 war das letzte Jahr in dem auf unbefestigten Ovalen gefahren wurde.

## Rennergebnisse
| Nr. | Datum         | Veranstaltung (Rennstrecke)                                          | Meilen | Sieger            | Siegerteam           |
| --- | ------------- | -------------------------------------------------------------------- | ------ | ----------------- | -------------------- |
| 1   | 28. März      | Jimmy Bryan 150 (Phoenix International Raceway) (O)                  | 150    | Al Unser          | Colt-Ford            |
| 2   | 04. April     | Golden Gate 150 (Sears Point Raceway) (P)                            | 151,38 | Dan Gurney        | Eagle-Ford           |
| 3   | 26. April     | Trenton 200 (Trenton International Speedway) (O)                     | 201    | Lloyd Ruby        | Laycock-Offenhauser  |
| 4   | 30. Mai       | International 500 Mile Sweepstakes (Indianapolis Motor Speedway) (O) | 500    | Al Unser          | Colt-Ford            |
| 5   | 07. Juni      | Rex Mays Classic (The Milwaukee Mile) (O)                            | 150    | Joe Leonard       | Colt-Ford            |
| 6   | 14. Juni      | Langhorne 150 (Langhorne Speedway) (O)                               | 150    | Bobby Unser       | Eagle-Offenhauser    |
| 7   | 28. Juni      | Rocky Mountain 150 (Continental Divide Raceway) (P)                  | 151,62 | Mario Andretti    | McNamara-Ford        |
| 8   | 04. Juli      | Michigan Twin 200s (Michigan International Speedway) (O)             | 200    | Gary Bettenhausen | Gerhardt-Offenhauser |
| 9   | 26. Juli      | Indy 150 (Indianapolis Raceway Park) (P)                             | 150    | Al Unser          | Colt-Ford            |
| 10  | 22. August    | Tony Bettenhausen 100 (Illinois State Fairgrounds) (UO)              | 100    | Al Unser          | King-Ford            |
| 11  | 23. August    | Tony Bettenhausen 200 (The Milwaukee Mile) (O)                       | 200    | Al Unser          | Colt-Ford            |
| 12  | 06. September | California 500 (Ontario Motor Speedway) (O)                          | 500    | Jim McElreath     | Coyote-Ford          |
| 13  | 07. September | Ted Horn Memorial (DuQuoin State Fairgrounds) (UO)                   | 100    | Al Unser          | King-Ford            |
| 14  | 12. September | Hoosier Hundred (Indiana State Fairgrounds) (UO)                     | 100    | Al Unser          | King-Ford            |
| 15  | 19. September | Sedalia 100 (State Fair Speedway) (UO)                               | 100    | Al Unser          | King-Ford            |
| 16  | 03. Oktober   | Trenton 300 (Trenton International Speedway) (O)                     | 264    | Al Unser          | Colt-Ford            |
| 17  | 04. Oktober   | Golden State 100 (California State Fairgrounds) (UO)                 | 100    | Al Unser          | King-Ford            |
| 18  | 19. September | Bobby Ball 150 (Phoenix International Raceway) (O)                   | 150    | Swede Savage      | Eagle-Ford           |

- Erklärung: O: Oval, UO: unbefestigtes Oval, P: permanente Rennstrecke

## Fahrer-Meisterschaft (Top 10)
| 1. | Al Unser       | 5130 |
| 2. | Bobby Unser    | 2260 |
| 3. | Jim McElreath  | 2060 |
| 4. | Mike Mosley    | 1900 |
| 5. | Mario Andretti | 1890 |

| 6.  | Roger McCluskey | 1380 |
| 7.  | Gordon Johncock | 1160 |
| 8.  | Art Pollard     | 1110 |
| 9.  | A.J. Foyt       | 1105 |
| 10. | Dick Simon      | 1080 |